# ناگهان
ناگهان (اسپانیایی: Tan de repente‎) فیلمی در ژانر کمدی-درام است که در سال ۲۰۰۲ منتشر شد.

## خلاصه فیلم
مارسیا یک دختر چاق و بی‌عرضه است که در یک فروشگاه لباس فروشی کار می‌کند که مشتری زیادی ندارد. او اعتماد به نفس پایینی دارد و افراد زیادی تمایل دوستی با او را ندارند. تا اینکه یک روز زندگی خسته‌کننده‌ی او توسط دو غریبه کاملاً دگرگون میشود و...